# Philodendron henry-pittieri
Philodendron henry-pittieri är en kallaväxtart som beskrevs av George Sydney Bunting. Philodendron henry-pittieri ingår i släktet Philodendron och familjen kallaväxter. Inga underarter finns listade.